# Microscope
Microscope ist der Name eines französischen Kleinsatelliten, der am 25. April 2016 in eine sonnensynchrone Umlaufbahn in 710 km Höhe gebracht wurde. Er soll das Äquivalenzprinzip mit einer Genauigkeit besser als 10−15 überprüfen, einen Faktor 100 genauer als bisherige Messungen auf der Erde. Dazu trägt er zwei Körper aus unterschiedlichen Materialien, deren Falleigenschaften er im Schwerefeld der Erde beobachtet.
Microscope wiegt ca. 300 kg. Die Lageregelung übernehmen elektrische Triebwerke. Der Satellit basiert auf dem Myriade-Satellitenbus.
Bisher konnte mit einer Genauigkeit von 2•10−14 noch keine Abweichung vom Äquivalenzprinzip festgestellt werden. Dazu wurden erst 10 % der verfügbaren Daten ausgewertet.
Für die Beteiligung am Projekt erhielten Pierre Touboul, Manuel Rodrigues, Gilles Métris und Yves André 2019 den Prix Servant.
Im September 2022 ergab die finale Auswertung der Messdaten eine Bestätigung des schwachen Äquivalenzprinzips mit bis dato nicht erreichter Genauigkeit von 10−15. Zukünftige Experimente sollen nochmal um das Hundert- bis Tausendfache genauer werden.